# دریچه رایانشی
دریچهٔ رایانشی یا دریچهٔ الگوریتمی چشم‌اندازی تازه را برای اندیشیدن می‌گشاید. بسیاری از پدیده‌های طبیعی، در نهاد خود رایانشی هستند. اگر پدیده‌های زیست‌شناختی، اقتصادی، فیزیک کوآنتومی و دیگران از دریچه‌ی نیازها و توانایی‌های رایانشی آنها نگریسته شوند، بینش‌های تازه‌ای به دست می‌آیند و شیوه‌های تازه‌ای برای اندیشندن فراهم آورده می‌شوند. به سخنی دیگر، دریچهٔ رایانشی می‌خواهد به روندهایی زاستاری که دیگر دانش‌ها می‌گذرد از دریچهٔ رایانشی و به دید الگوریتم‌ها بنگرد. روندهایی مانند شبکه‌های رزانندهٔ یاخته‌ها، سازوکارها و بازارهای اقتصادی و شبکه‌های اجتماعی. براستی، این نگره به دنبال به‌کارگیری الگوریتم‌ها در جایگاه ابزاری برای مدل‌سازی پدیده‌ها و روندهای یاد شده‌است. این نگره هم‌چنین راه را برای بررسی و طراحی و برسیدن الگوریتم‌های ناب رایانه‌ای باز می‌کند.

## رایانش و دیگر دانش‌ها
رایانش دانش‌های دیگر مانند فیزیک، ریاضی و زیست‌شناسی ترادیسیده است، بده-بستانی میان این دانش‌ها پدیدآورده و چشم‌اندازی را رو به بینش‌های نوین و توان‌مند گشوده‌است. در زمینهٔ کارایی الگوریتم‌های کاتوره‌ای، مکانیک آماری ابزارهای توان‌مندی را برای گذرِش‌های فاز یافته‌است. رایانش کوآنتومی اصل‌های بنیادین فیزیک کوآنتومی را می‌آزماید. در ریاضی، پرسمان پی و ان‌پی از ژرف‌ترین پرسمان‌های ریاضی است و اقتصاد را دگرگون کرده‌است. پیچیدگی بر رایانش پیش‌بینی‌های رفتارهای اقتصادی و بر برسیدن و طراحی سازوکارهای اقتصادی اثر گذاشته‌است. هم‌چنین، پرسمان پی و ان‌پی یکی از هفت پرسمان باز بنیاد ریاضی کِلِی است. یافته‌های زیست‌شناختی مانند آن که مغز و سامانهٔ ایمنی چگونه کار می‌کنند می‌توانند در رایانش‌ها نیز به کار گرفته شوند.

### رایانش‌های کوآنتومی
رایانه‌های کوآنتومی اگر ساخته شوند، دانش را بازدیسی خواهند کرد. در رایانه‌های کوآنتومی، {\displaystyle n} بیت کوانتومی هم‌زمان {\displaystyle 2^{n}} حالت را می‌نمایانند. از بزرگترین دست‌آوردها در زمینهٔ رایانش کوآنتومی الگوریتم شُر است. پیتر شُر این الگوریتم را برسید که در یک رایانهٔ کوآنتومی آهنجیده می‌تواند در زمان بُلنامین (polynomail) فاکتورهای صحیح یا درستال یک عدد صحیح را بیابد. ارزش این دست‌آورد آن است که رمزنگاری آراس‌ای بنیان رمزنگاری اینترنتی است، با ساخت رایانه‌های کوآنتومی شکسته خواهد شد.

### رایانش و فیزیک آماری
در این دو زمینه، ابزارها و روش‌های آماری برای بررسی رفتارهای ریزبینیک یا میکروسکوپی به کار برده می‌شوند. در رایانش در بررسی الگوریتم‌ها و رایانش‌های میازشی و در فیزیک در بررسی گذرش‌های حالت‌ها (مانند یخ بستن آب).
به تازگی، همانندی‌هایی در مدل‌سازی در این دو زمینه یافت شده‌است. برای نمونه، در گذرش حالت‌های فیزیکی (مانند چگالش یا فرازش) در فیزیک و آستانه‌های تیز (sharp threshold) در دانش رایانه. در گذرش حالت، هنگامی که یک پارامون‌ها یا پارامترها مانند دما از آستانه‌ای بگذرد، رفتار ماده از ریشه دگرگون می‌شود. هم‌چنین، در الگوریتم‌های کاتوره‌ای اگر متغیرها دارای ارزش‌های (مقدار) در زیر آستانه‌های تیز باشند، الگوریتم هم‌گرا و اگر بالای این آستانه‌ها باشد، الگوریتم واگرا خواهد بود.

### رایانش و جامعه‌شناسی
پیدایش شبکه‌های اجتماعی مانند فیس‌بوک چالشی‌هایی را برای جامعه‌شناسی پدیدآورده است. چالش‌هایی چون دریافتن برهم‌کنش‌هایی که سازمان‌ها و انجمن‌ها را به هم پیوند می‌دهند. شبکه‌های اجتماعی بسیار گسترده‌اند. در این شبکه‌ها، داده‌ها و برهم‌کنش‌های بسیاری پدید می‌آیند. دسترسی به مجموعهٔ داده‌های بزرگ و دریافتن این برهم‌کنش‌ها به پرسش‌های کلیدی و نوینی دامن می‌زنند. برای نمونه، دیدگاه‌های کسان چگونه به دیدگاه‌های دیگران وابسته هستند. چگونه اندیشه‌ها، دیدگاه‌ها و فن‌آوری‌ها در این شبکه‌ها می‌گسترند. چگونه، انجمن‌های هم‌دوس (منسجم) را می‌توان یافت. چگونه می‌توان با بررسی این شبکه‌های کلان نگرهٔ شش درجه جدایی را دریافت و به کار بست. هم‌چنین، در زمینهٔ خردِ مردم (the wisdoem of the crowd)، چگونه با پرس‌وجو از هم‌وندان (عضوهای) انجمن‌ها، می‌توان راستی‌ها و واقعیت‌های معناداری را بیرون کشید.
این چالش‌ها بدون تور جهان‌گستر و پیشرفت‌های رایانشی ناشناخته بودند. آنچه دریچهٔ رایانشی پش می‌نهد آن است که چگونه می‌توان این پدیده‌ها را از دید رایانشی و الگوریتمیک کاوید.

### رایانش و اقتصاد
طراحی و برسیدن سازوکارهای اقتصادی یکی دیگر از پیوندگاه‌های میان رایانش و دیگر دانش‌هاست. دریچهٔ رایانشی سازوکار اقتصادی را الگوریتمی می‌انگارد که درآیه‌های (ورودی‌های) آن، کنش‌گرهایی با داده‌های خصوصی و بهره‌های (interest) خودخواهانه هستند. آماج آن است که این کنش‌گران را وادار کند تا به گونه‌ای کنش کنند که در راستای خواسته‌های روشنی باشد. برای نمونه، با واداشتن کنش‌گران به راست‌گویی می‌توان به آسایش اجتماعی یا بیشینه‌سازی سود دست یافت. در زمینهٔ شبکه‌های ترابری جاده‌ای، می‌توان رانندگان را با دادن داده‌های به‌روز (online) واداشت در جاده‌هایی برانند که توان عملیاتی (تراگذری: آنچه از راه می‌گذرد، برابر throughput) بهینه شود.